# Rhaphidoscene
Rhaphidoscene, en ocasiones erróneamente denominado Arrhaphoscenum, es un género de foraminífero bentónico de estatus incierto, tal vez una esponja juvenil, aunque fue considerado perteneciente a la subfamilia Astrorhizinae, de la familia Astrorhizidae, de la superfamilia Astrorhizoidea, del suborden Astrorhizina y del orden Astrorhizida. Su especie-tipo era Rhaphidoscene conica. Su rango cronoestratigráfico abarcaba el Holoceno.

## Discusión
Clasificaciones previas incluían Rhaphidoscene en el suborden Textulariina y en el orden Textulariida

## Clasificación
En Rhaphidoscene no se ha considerado ninguna especie.